# Ursus arctos beringianus
L'orso bruno della Kamčatka (Ursus arctos beringianus Middendorff, 1851), noto anche come orso bruno dell'Estremo Oriente, è una sottospecie di orso bruno originaria della penisola di Kamčatka e dell'isola Karaginskij, ma che è diffusa verso nord anche in tutto il distretto autonomo di Korjak. Si trova inoltre sulla fascia costiera occidentale del mare di Ochotsk e ad est dei monti costieri fino alla baia di Uda a sud, sulle isole Šantar e sulle isole Curili settentrionali.

## Descrizione

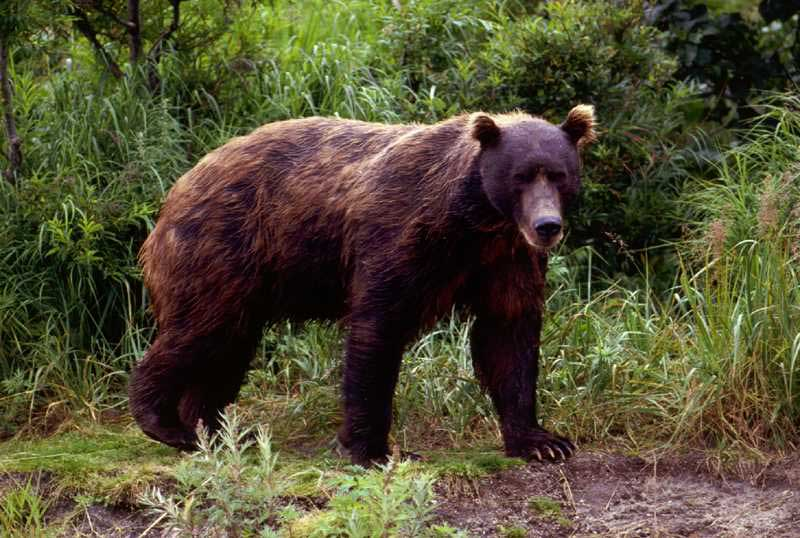

Questa sottospecie è molto simile fisicamente agli orsi kodiak dell'Alaska, sebbene tenda ad essere di colore più scuro. Ha una fronte larga che si prolunga piuttosto bruscamente su un muso relativamente breve. Sebbene siano prevalenti esemplari dalla pelliccia scura, il colore può variare dal bruno-nerastro al giallo pallido. Gli artigli tendono ad essere bruno scuri, con estremità giallo chiare, e sono lunghi fino a 100 mm. L'orso bruno della Kamčatka è il più grande orso bruno in Eurasia, con una lunghezza del corpo di 2,4 m a 3 m di altezza sulle zampe posteriori, e un peso fino ad almeno 650 kg . È quasi la dimensione dell'orso Kodiak; tuttavia, il cranio è più ampio di quello dell'orso bruno dell'Amur, e rispetto a quello dell'orso Kodiak, l'ampiezza del cranio è molto maggiore in proporzione alla sua lunghezza, l'apertura nariale anteriore è molto più breve e i molari differiscono in dimensioni e forma. La maggiore lunghezza del cranio per i maschi è di 40,3-43,6 cm, e sono larghi 25,8-27,7 cm mentre i teschi delle femmine misurano 37,2-38,6 cm di lunghezza e 21,6-24,2 cm di larghezza. La pelliccia è di colore prevalentemente marrone scuro con una tinta viola. Gli individui di colore chiaro si incontrano raramente.

## Distribuzione
È originario del Distretto di Anadyrskij, della Penisola della Kamčatka, Isola di Karaginskij, delle Isole Curili, della fascia costiera ad ovest del Mare di Ochotsk a sud della Catena di Stanovoj, e delle Isole di Šantar nell'Estremo Oriente. Al di fuori della ex Unione Sovietica, la sottospecie si trova nell'Isola di San Lorenzo e nel Mare di Bering. È strettamente correlato alla clade dei grizzly in Alaska e Nord America nordoccidentale, e si pensa che sia l'antenato dell'orso Kodiak.

## Ecologia

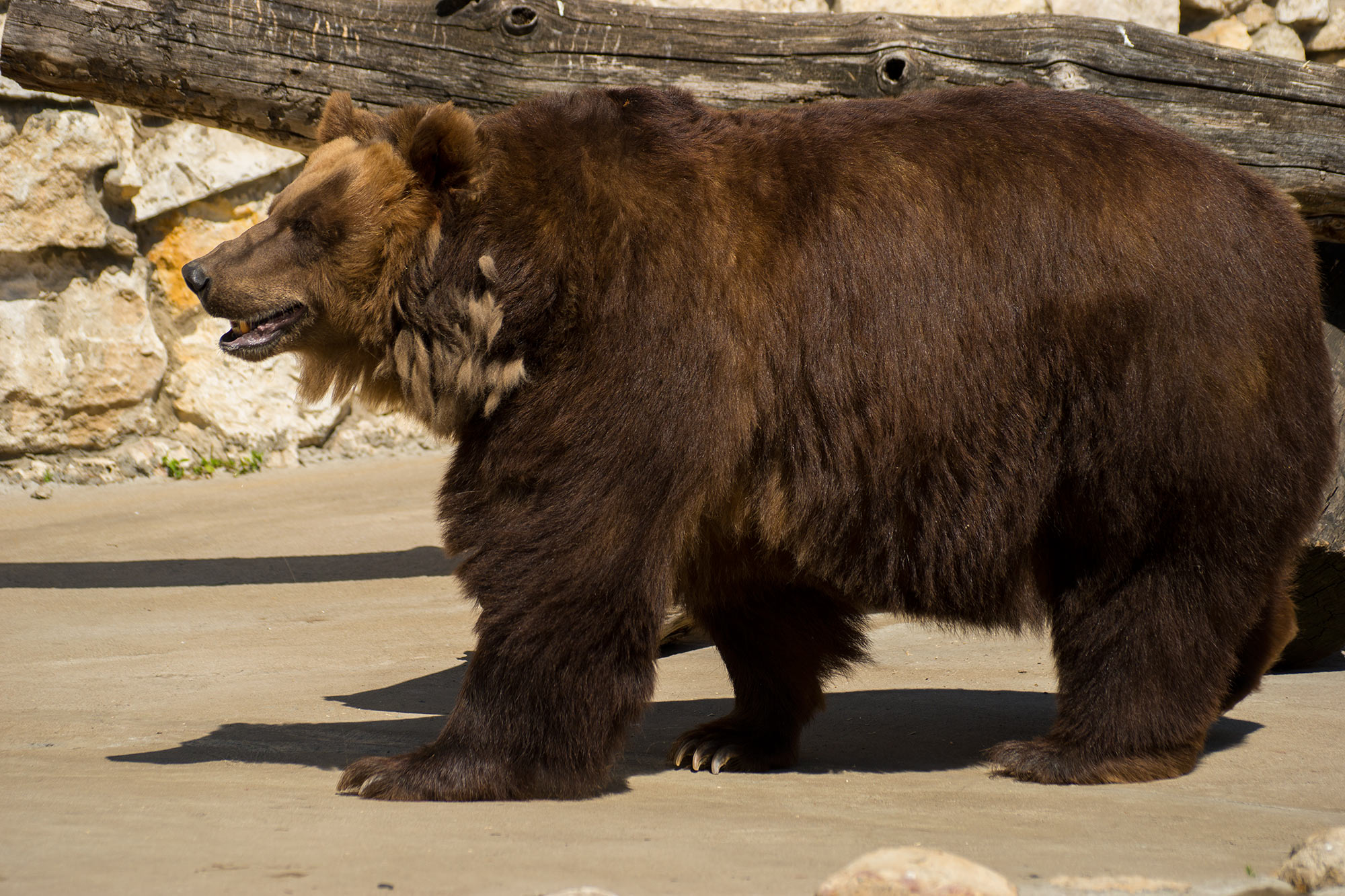

Nel periodo estivo si nutrono di mirtilli, salmone e trota iridea. In autunno, mangiano noci di pini e cenere di montagna e pesce. In tempi di carestia si nutrono di pesci morti o mammiferi marini, bacche, e la vegetazione graminoide.

## Relazione con l'uomo
Gli orsi bruni della Kamčatka non sono generalmente pericolosi per l'uomo e solo l'1% degli incontri provoca attacchi. I primi europei che si sono recati in Kamčatka nel XIX secolo, sebbene sorpresi dal numero e dalle dimensioni degli orsi, hanno osservato che erano relativamente innocui, rispetto alle loro controparti siberiane. Tuttavia, nel luglio 2008, un compound al distretto Oljutorskij del territorio della Kamčatka è stato assediato da un gruppo di 30 orsi affamati che hanno ucciso due guardie.

### Caccia al trofeo
Gli orsi bruni della Kamčatka sono tra i trofei più preziosi per l'industria della caccia russa. Nel 2005 il Dipartimento per la Gestione della Fauna della Kamčatka ha rilasciato 500 permessi di caccia. I clienti hanno pagato fino a $ 10.000 per cacciare gli orsi. Così, gli impatti economici da caccia ricreativa di orsi bruni della Kamčatka sono significativi.